# Princezna zlodějů
Princezna zlodějů (v anglickém originále Princess of Thieves) je americko-britský dobrodružný film z roku 2001. Režisérem filmu je Peter Hewitt. Hlavní role ve filmu ztvárnili Keira Knightley, Stephen Moyer, Stuart Wilson, Del Synnott a Malcolm McDowell.

## Obsazení
| Keira Knightley  | Gwyn                |
| Stephen Moyer    | princ Philip        |
| Stuart Wilson    | Robin Hood          |
| Del Synnott      | Froderick           |
| Malcolm McDowell | šerif z Nottinghamu |
| Jonathan Hyde    | princ John          |
| Crispin Letts    | Will Scarlett       |
| David Barrass    | Cardaggian          |